# シドニー・トレインズT形電車
シドニー・トレインズT形電車（シドニー・トレインズTがたでんしゃ、T Set）は、オーストラリアのシドニー・トレインズが所有する2階建て電車。中距離列車用に製造されたG形電車（G set）と共にTangara（タンガラ）の愛称を持つ。

## 導入までの経緯
1964年に登場したタロック・リミテッド製の2階建て付随車以降、ニューサウスウェールズ州の電化路線には2階建て電車の導入が続き、電化開業時から活躍していた1階建て電車の置き換えが進んだ。だが1980年代半ばになっても手動扉を有する車両や自動扉のW形電車が多数残存しており、それらの置き換えが課題となっていた。そこで、当時ニューサウスウェールズ州の鉄道を所有していたニューサウスウェールズ鉄道（SRA）は、オーストラリア建国200年となる1988年を目標に革新的な要素を多数盛り込んだ新型2階建て電車を導入するプロジェクトを立ち上げた。
1985年5月に買付入札が告示され、公募により決定した"Tangara"（タンガラ）と言う愛称も同時に公開された。先に後述する車体デザインのコンペティションが行われ、そこで決定した車体デザインを基に国際入札が実施された結果ゴニナン、日本車輌製造、三菱電機、東芝の日豪各社による企業連合が落札し、最初の編成は1987年12月に完成した。

## 概要

### 車体・内装
「"Quieter"（より静かに）、"Smoother"（よりスムーズに）、""More Comfort""（より快適に）、"Security"（安全に）という4つの要素を満たす、世界のどこにもない近未来的な電車」というコンセプトの基、"Tangara"の車体デザインは国際規模のコンペティションにより選定された。オーストラリア国内のみならずフランスやデンマークなど計35社から応募が行われ、最終的にイギリスのDCAデザイン（DCA Design）が手掛けたデザインが採用された。
各部にガラスが多用されているのが特徴で、前面や乗降扉の窓がそれまでの車両から大型化している他、2階部分の窓は屋根にまで及んでいる。また騒音抑制やデザインの強調などの理由から台車部分を含めた車体下部はスカートで覆われている。車体の製造はオーストラリアの鉄道車両メーカーであるゴニナンが担当しており、車体と主要機器が一体化したモジュール構造を用いる事で製造時や修繕時の簡素化が図られている。編成は4両固定編成で、2本を繋いだ8両編成での運用も可能である。
T形の座席配置は1階建て部分はロングシートである一方、2階建て部分はC形電車で採用された集団離反式配置の固定式クロスシートとなっており、着席定員が出来るだけ多くなるよう設計されている。先頭車の運転台後部にある乗降扉付近はT形・G形共に座席がなく、車椅子や自転車が設置可能な空間となっている。

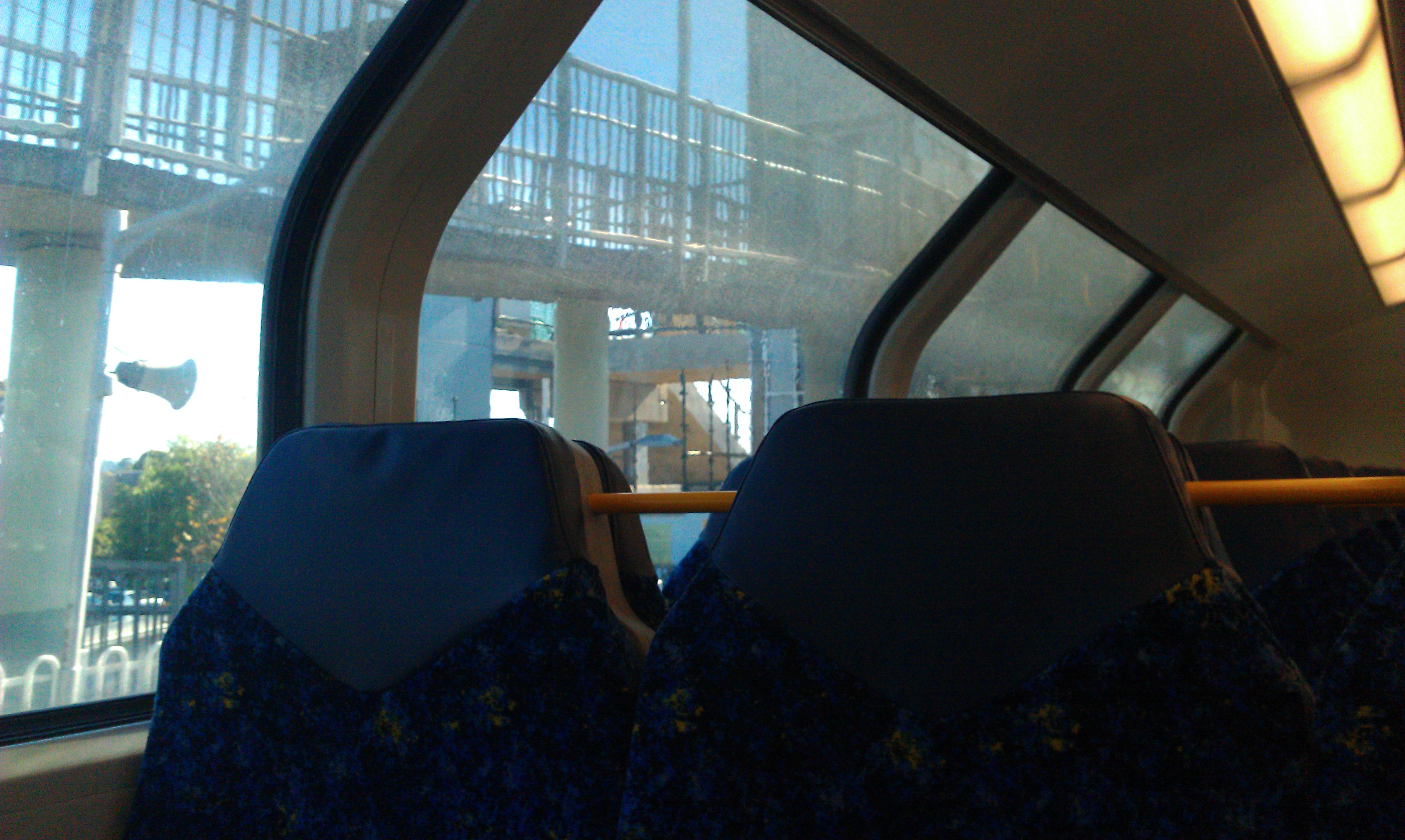
屋根にも広がる2階部分の大型窓

### 台車・機器
主要機器は1968年以降シドニーの近郊2階建て電車の電気機器の製造を行っていた三菱電機製のものが引き続き採用された一方、補助電源装置の製造は東芝が担当している。
制御装置はC形電車で初めて用いられたGTOサイリスタ素子高周波分巻チョッパ制御方式が再度採用され、広範囲の制御を可能にするため主電動機は分巻電動機方式を用いている。また、高速運転時のブレーキ性能を向上させるため主電動機電機子回路に直列に抵抗（BSR）を挿入するシステムを採用する事で回生ブレーキ領域が拡大している他、回生負荷の不足や回生失効などの事態が起きた際には発電ブレーキチョッパを動作させることで不足した負荷を電気ブレーキ抵抗で補う事が出来る。これにより、空気ブレーキの使用頻度減少などによる保守作業や費用の削減が図られている。なお、床下に十分な空間が存在しない事から制御装置（インバータモジュール、チョッパモジュール）屋根上に配置されており、狭い空間に設置するため機器の小型化などの工夫が施されている。
台車は日本車輌製造が手掛けたボルスタレス構造のものを採用し、円錐積層ゴムをバネに用いる事で騒音の軽減や軌道保守量の軽減などに貢献している。
これらの機器の制御や監視、試運転時の故障診断に加え、運用時の行先表示の設定、車内放送、乗務員や運転指令基地との通話などの機能は車両情報管理装置（Train Management System, TMS）によって一元的に管理されており、情報は運転室に設置されているディスプレイ装置で確認する事が出来る。また多量の情報を編成内で伝送するため、ツイストペア電線1本を用いて車両間の情報伝送を行う"デジタル伝送方式"が用いられている。

### T形・G形の相違点
近郊路線に導入されたT形と中距離路線に導入されたG形には以下の相違点があった。
- 前面の形状 - 連結器付近の形状が異なり、G形は連結器から下部のスカートが「く」の字に曲がっていた[6][9]。
- 塗装 - G形は前面下部に警戒色となる黄色が塗られた他、側面下部の帯の色がT形のオレンジ色から黄色に変更された。
- トイレ - G形の中間電動車のうち1両にトイレが設置されていた[8]。
- 2階建て部分の座席配置 - T形は集団離反式配置の固定式クロスシートが用いられた一方、G形はK形電車やV形電車（英語版）以前の車両で使われていた転換式クロスシートが採用された[8]。
- 1階建て部分の座席 - T形に設置されていたロングシートはG形には無く、代わりに荷物置き場が設置されていた。そのためG形の着席定員数はT形と比べて少なかった[9]。

T形
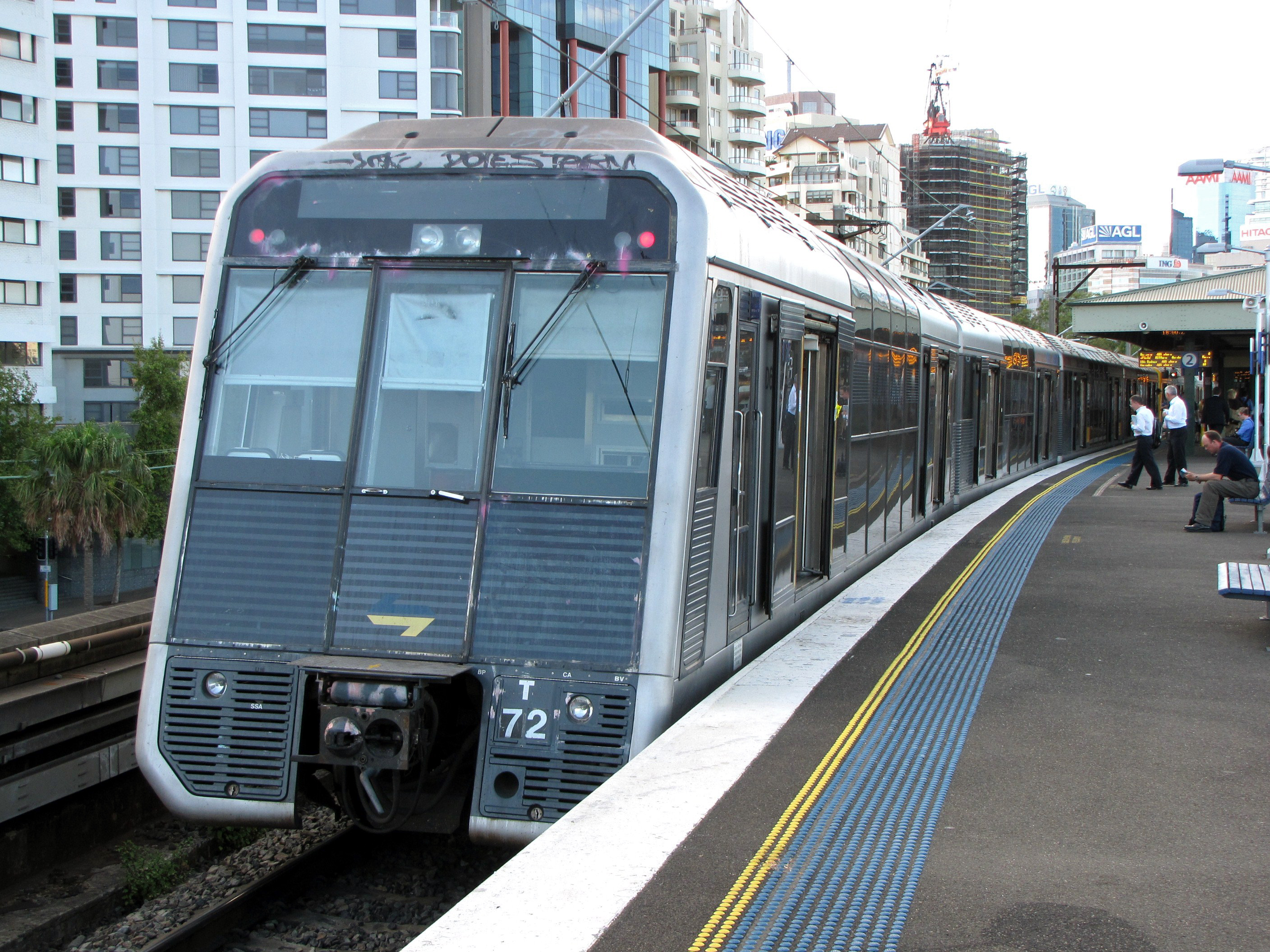
登場時の塗装
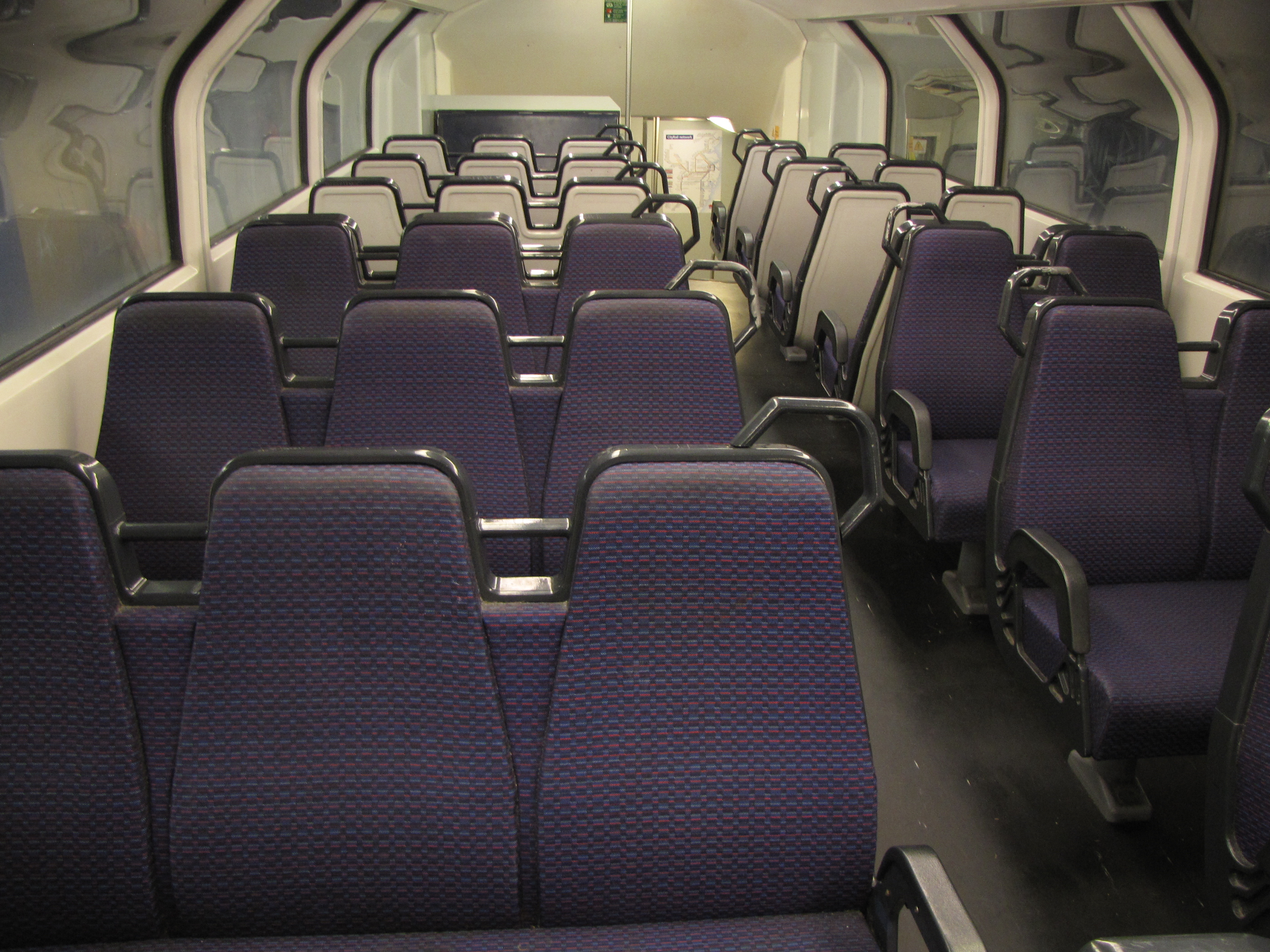
2階部分（登場時）
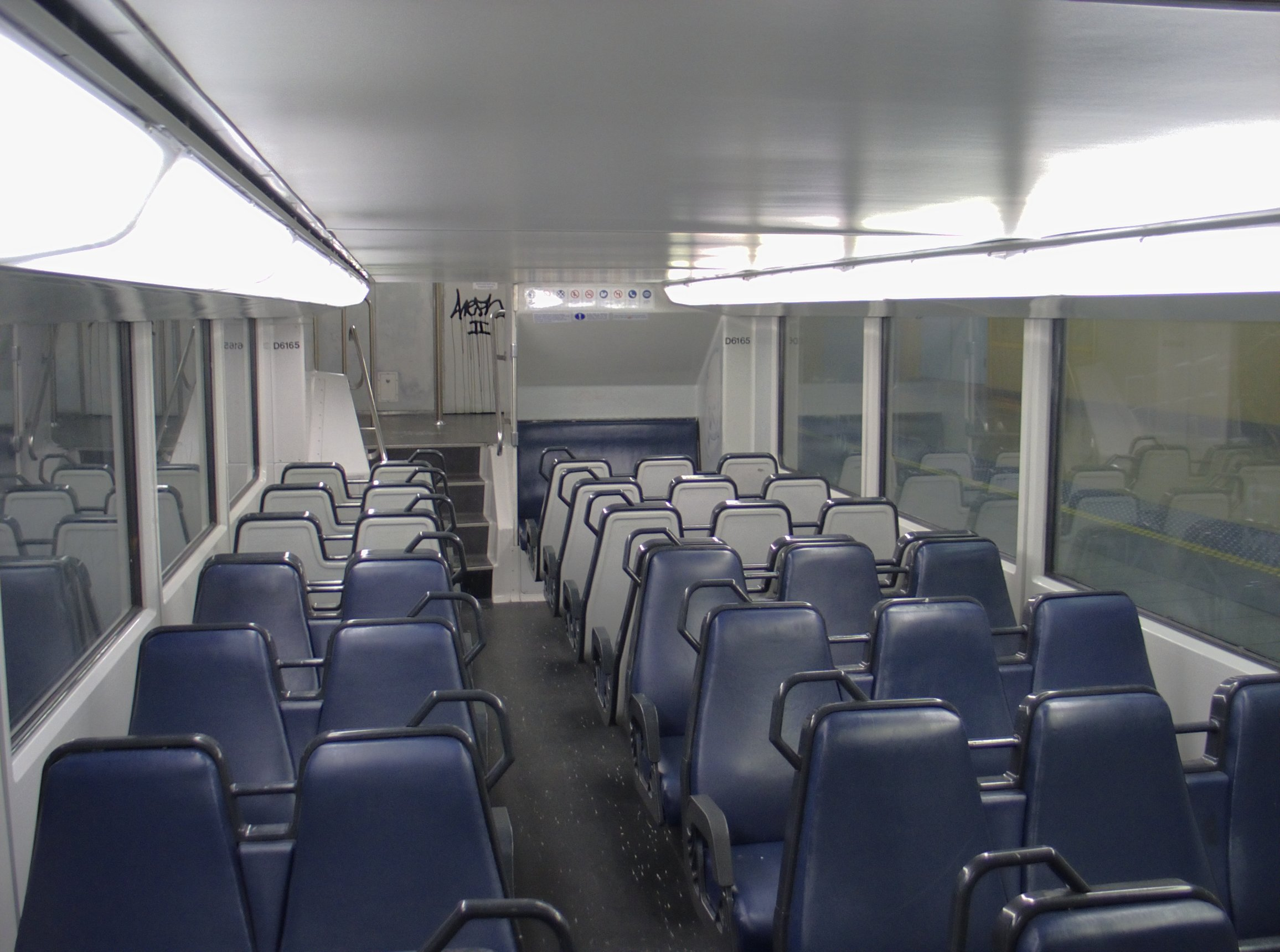
1階部分（登場時）
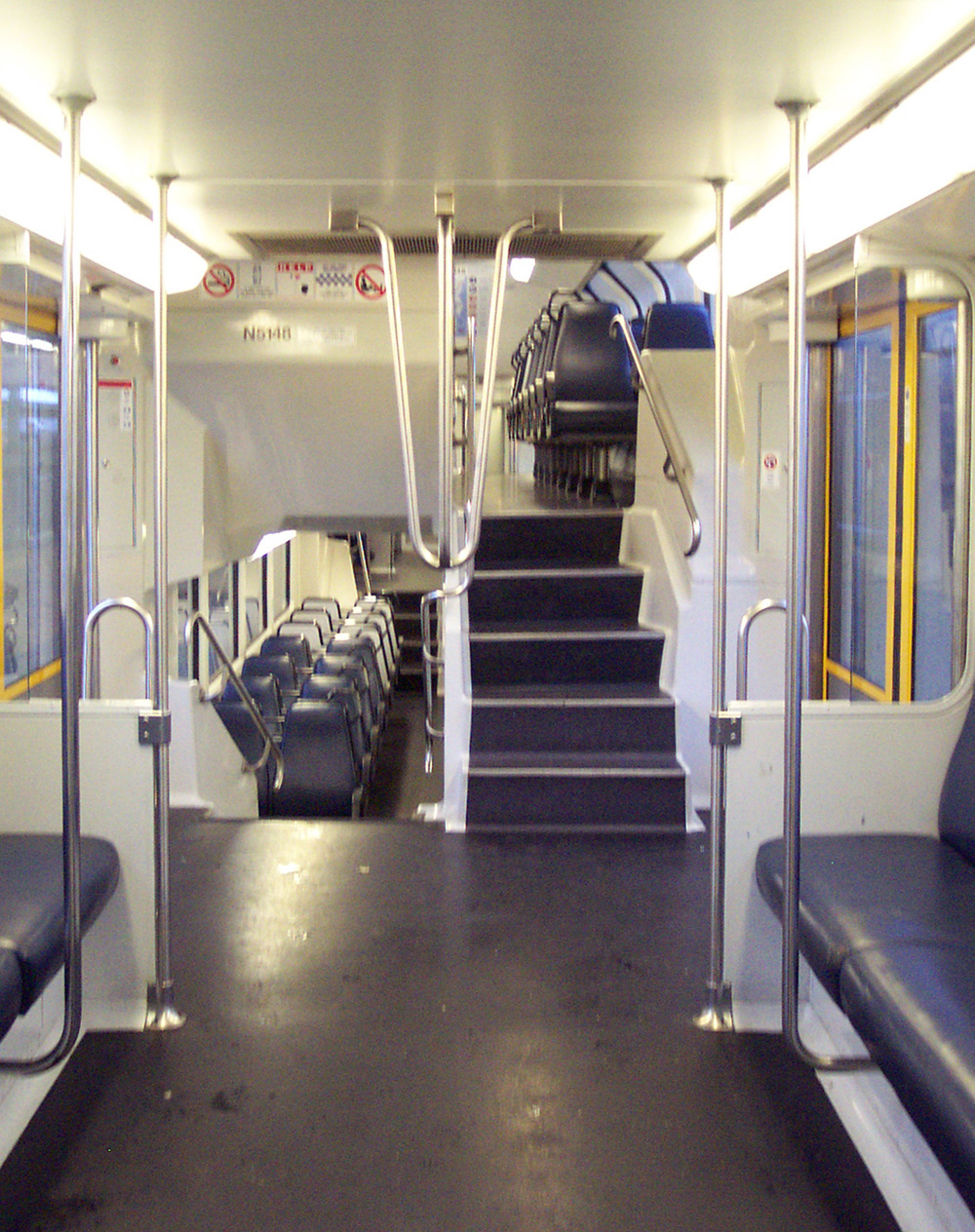
階段部分（登場時）
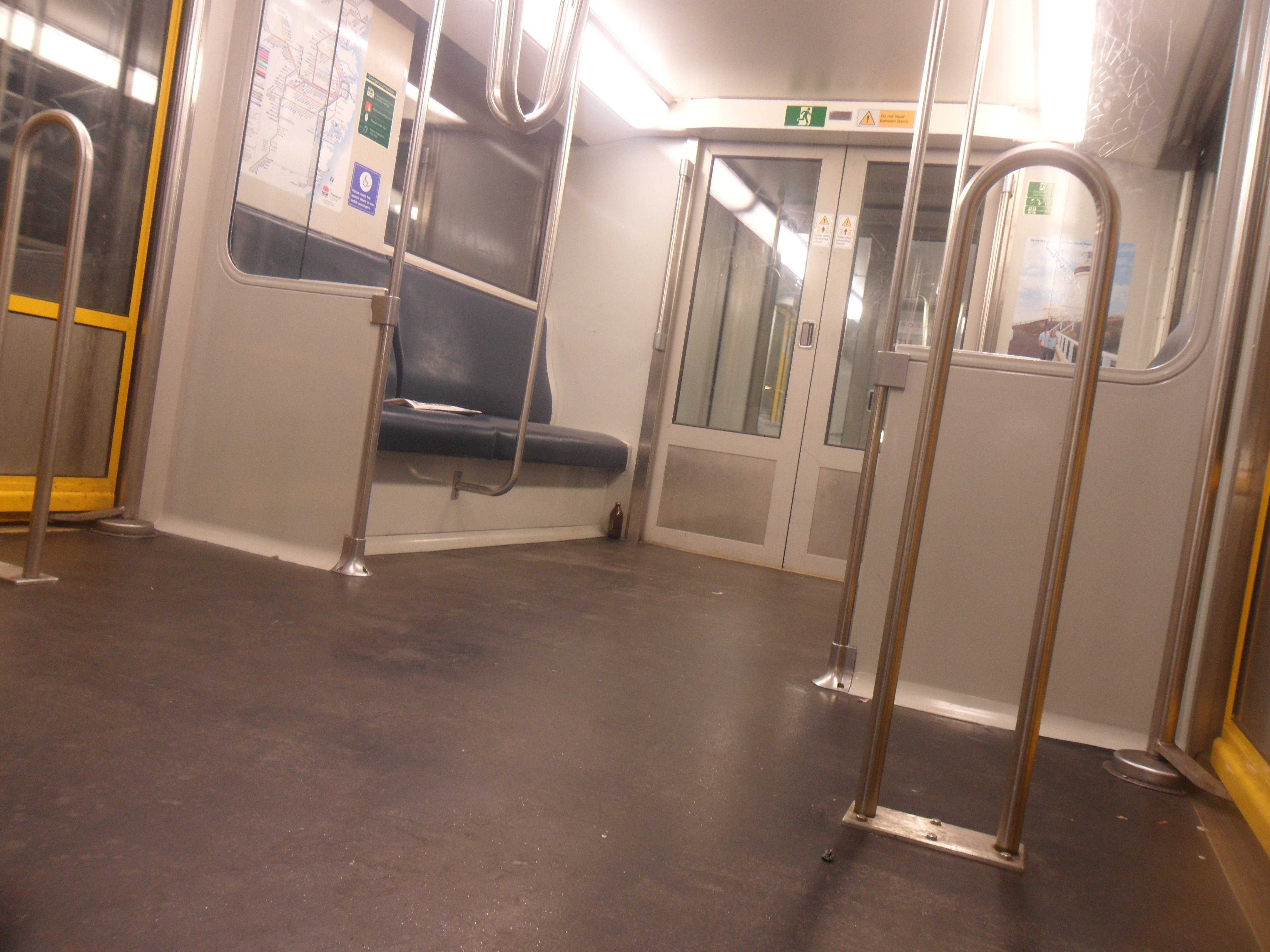
車端部分（登場時）

G形
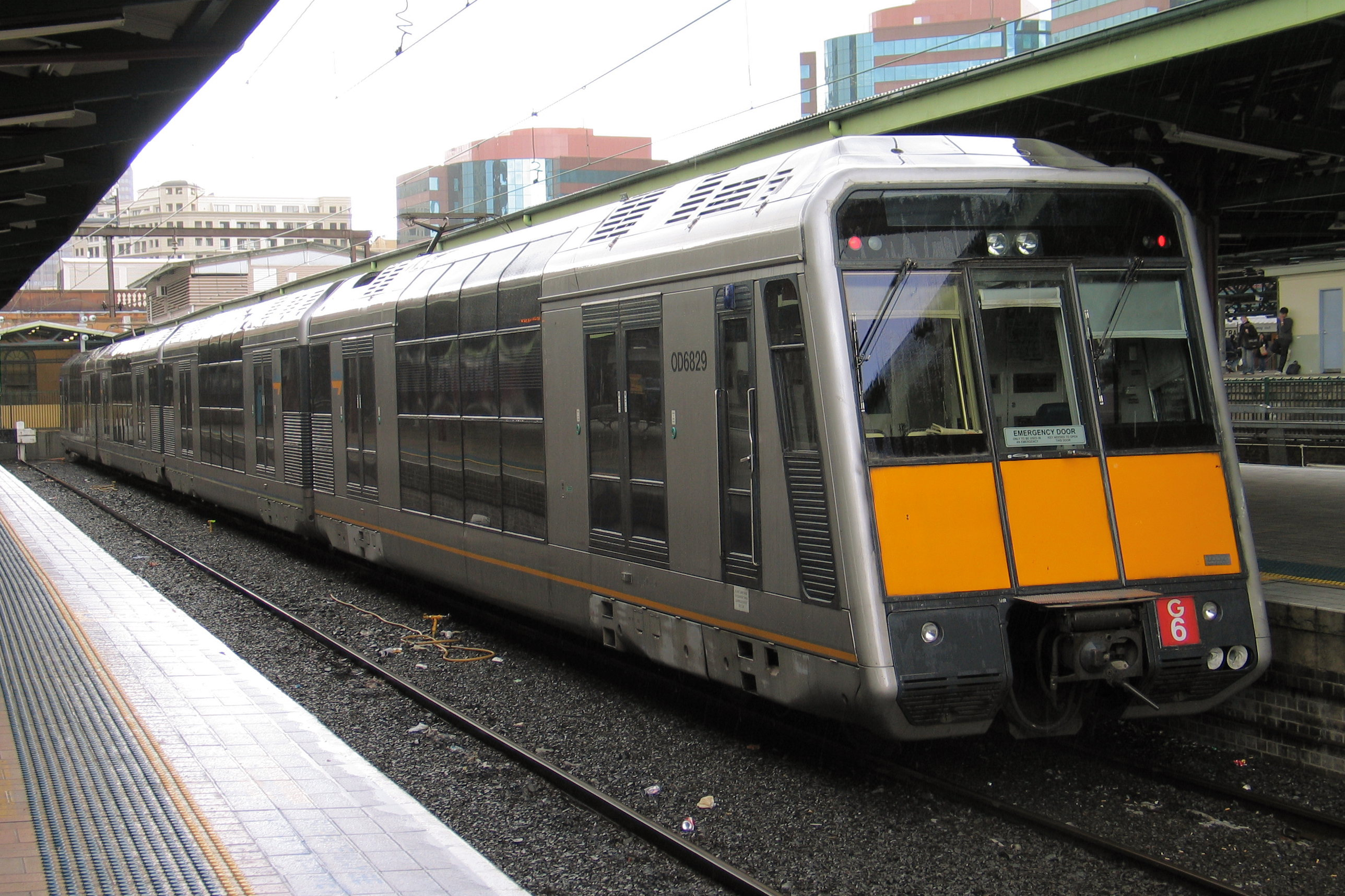
登場時の塗装
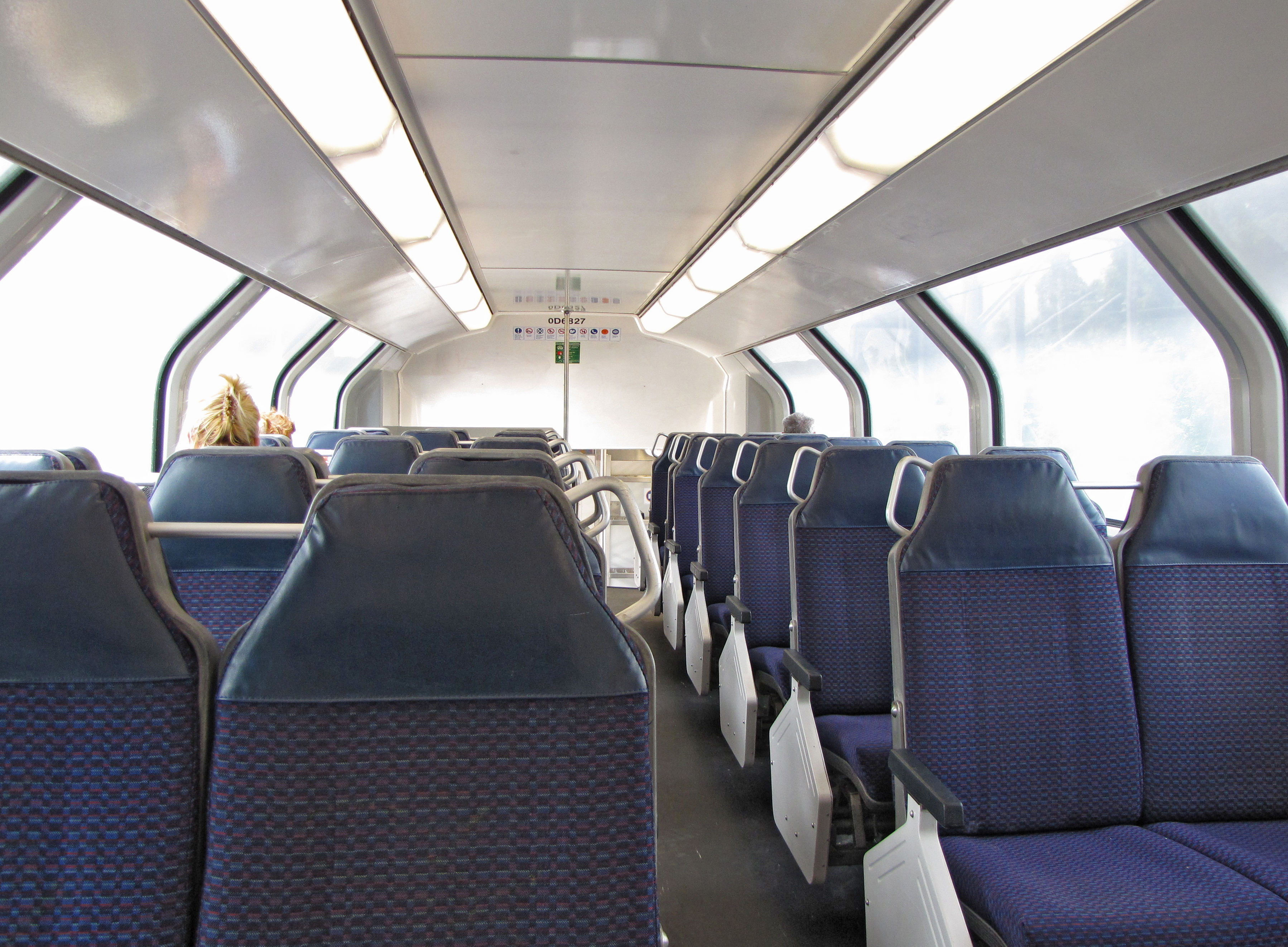
2階部分
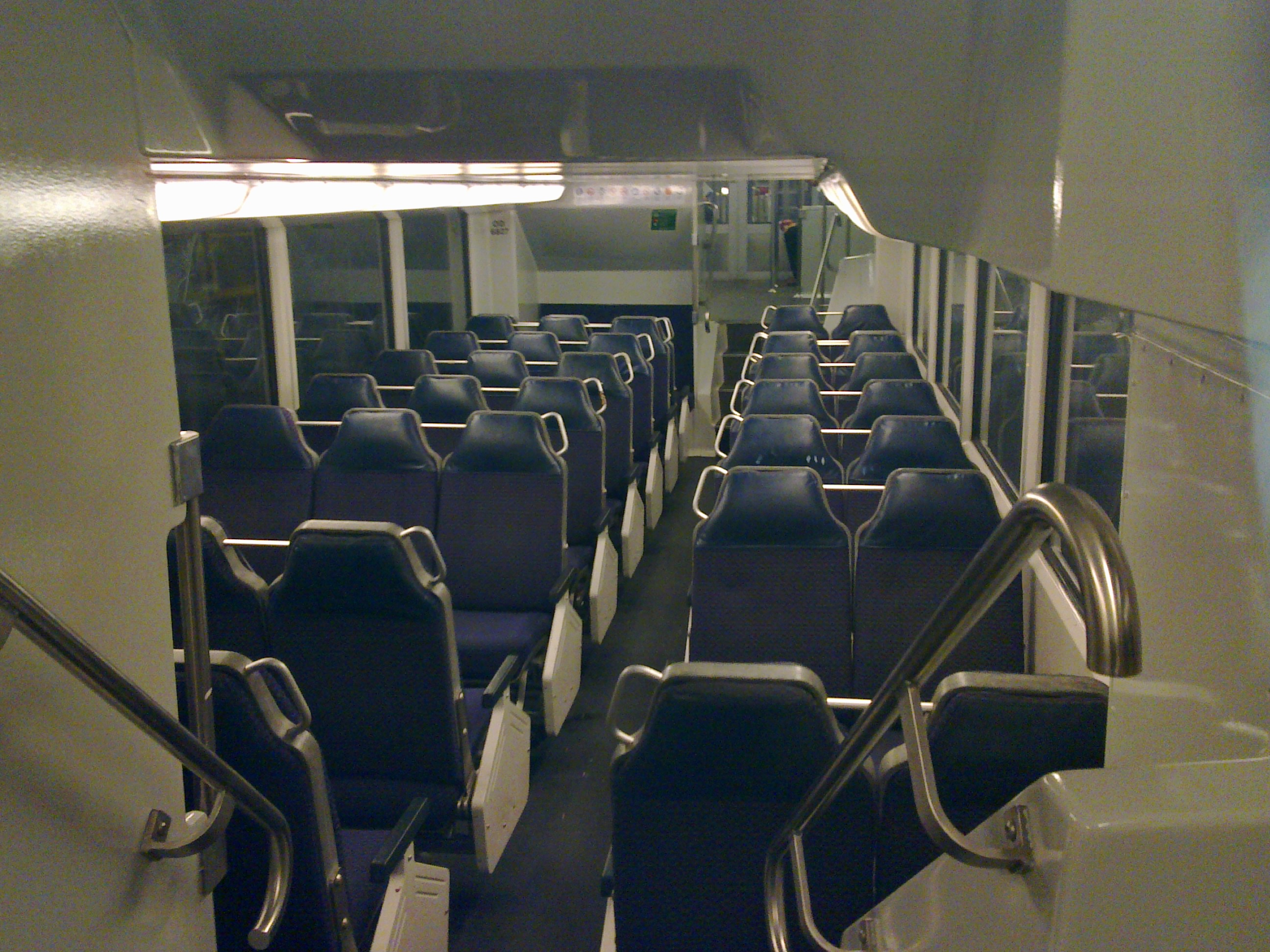
1階部分
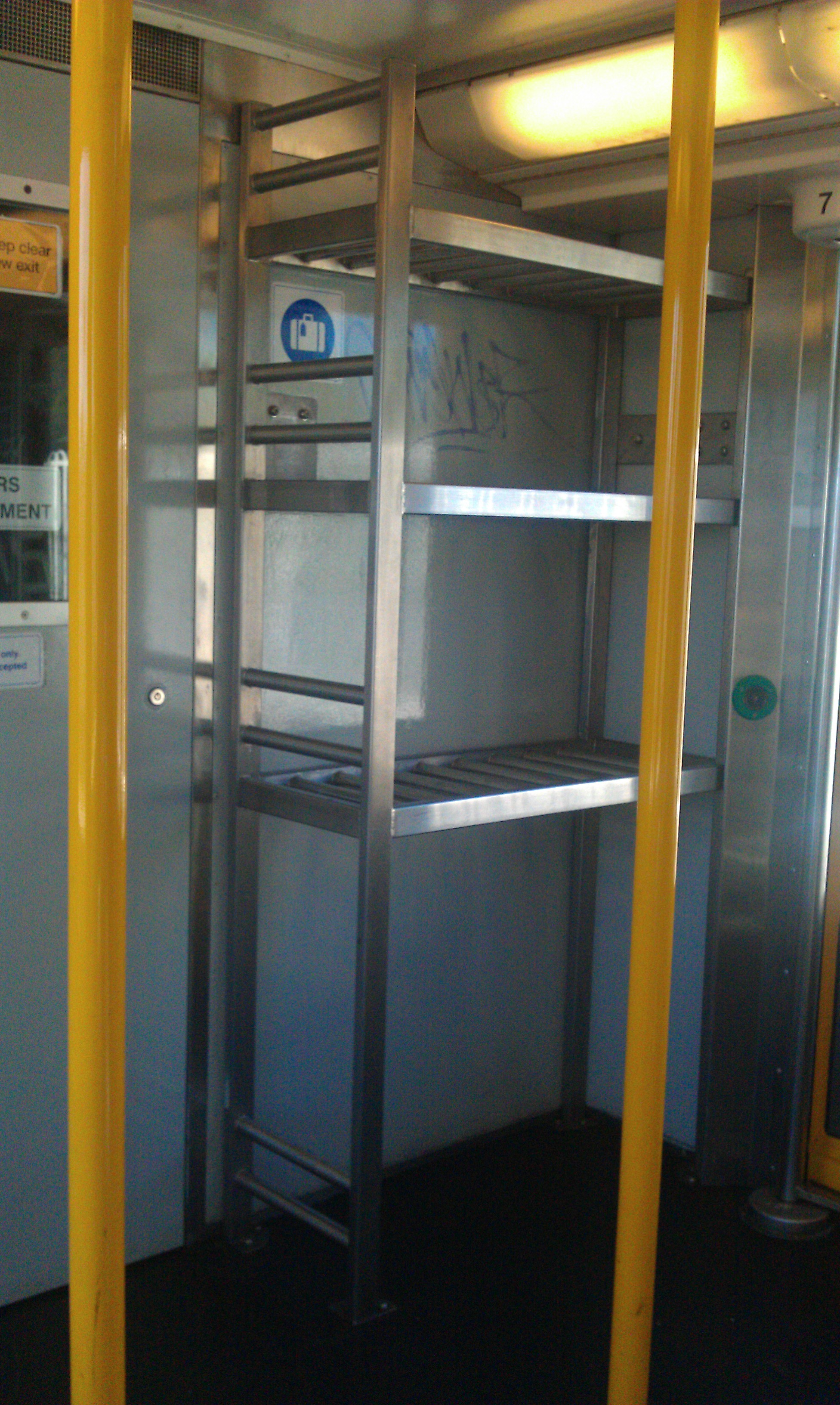
車端に設置されていた荷物置き場

## 運用
T形の最初の編成（T1編成）は"21世紀の電車"と言う謳い文句の元、1987年12月10日にシドニー中央駅で一般に公開された。その後1988年1月まで各種試験が行われ、同年4月から営業運転を開始した。以降は旧型車両の置き換えや輸送力増強を目的に計368両が製造され、1993年11月をもってシドニーの1階建て近郊電車は営業運転から全て引退した。その後は1994年から1996年にかけて中距離路線向けであるG形の製造が行われている。
導入以降に実施された主な改造は以下の通りである。

### G形→T形への編入
H形 "Oscar"の増備に伴い2009年から2010年にかけてG形のシドニー近郊路線への転属が行われ、トイレの撤去及び1階建て部分のロングシートの設置、手すりの交換などの改造を受けた上でT形に編入された。ただし2階建て部分の転換式クロスシートはそのまま存置されている。

### リニューアル工事
T形の最初の編成が登場して20年以上が経過した2010年から2011年にかけて、前面や乗降扉がM形 "Millenium"やH形と同様の黄色に塗装された他、座席のモケット張り替えや手すりの交換など内装の更新工事も併せて実施された。また2014年以降は老朽化した機器や空調装置、乗務員用乗降扉、運転台の交換などの更新工事が行われている。
なお2013年には一部車両の2階建て部分における座席配置が試験的に変更され、1両は2＋2配列のクロスシートに、もう1両はロングシートに改められたが、同年中に元の座席配置への復元が行われている。

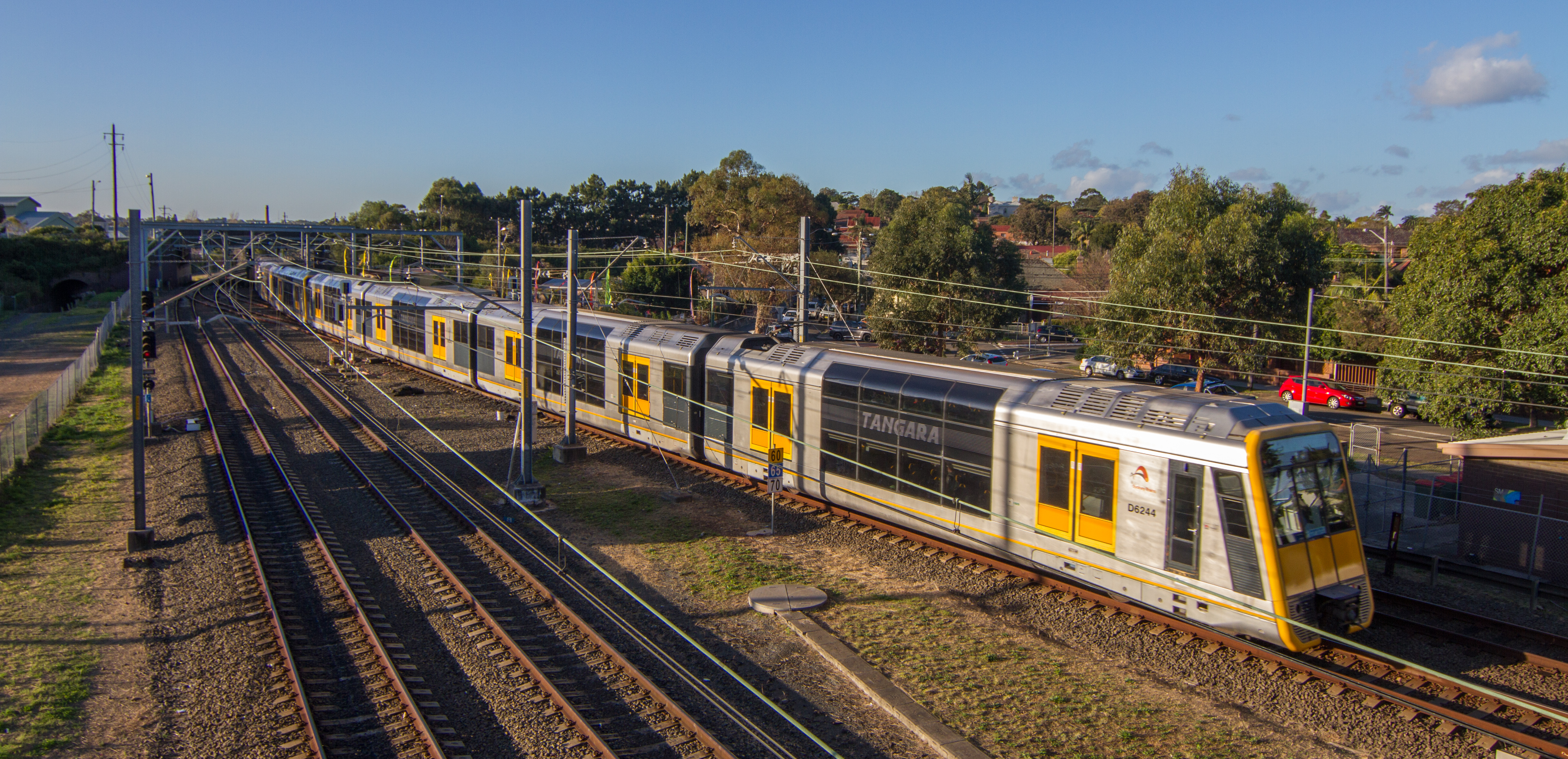
8両編成を組むT形（塗装変更後）
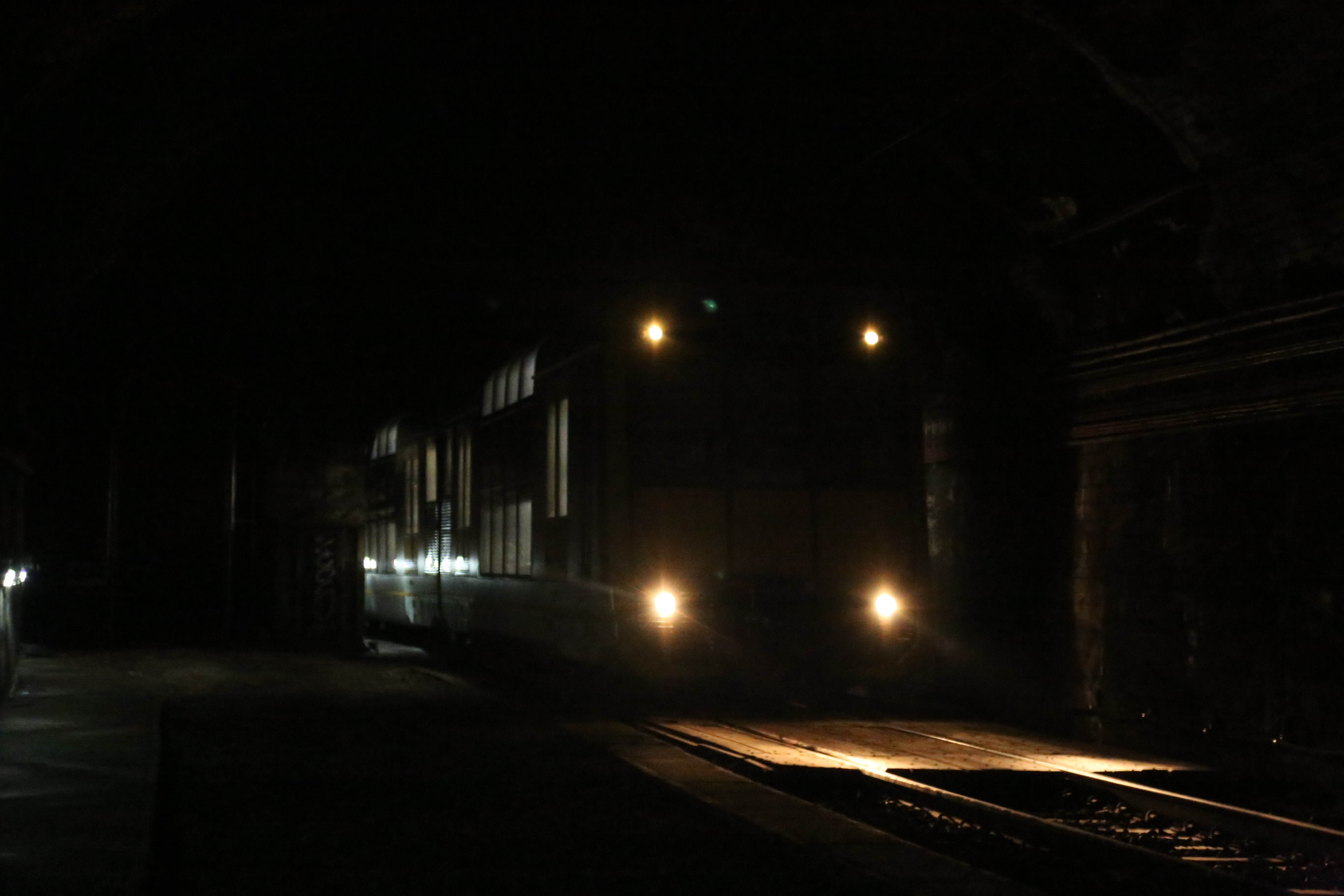
前照灯を光らせながら地下区間を走るT形
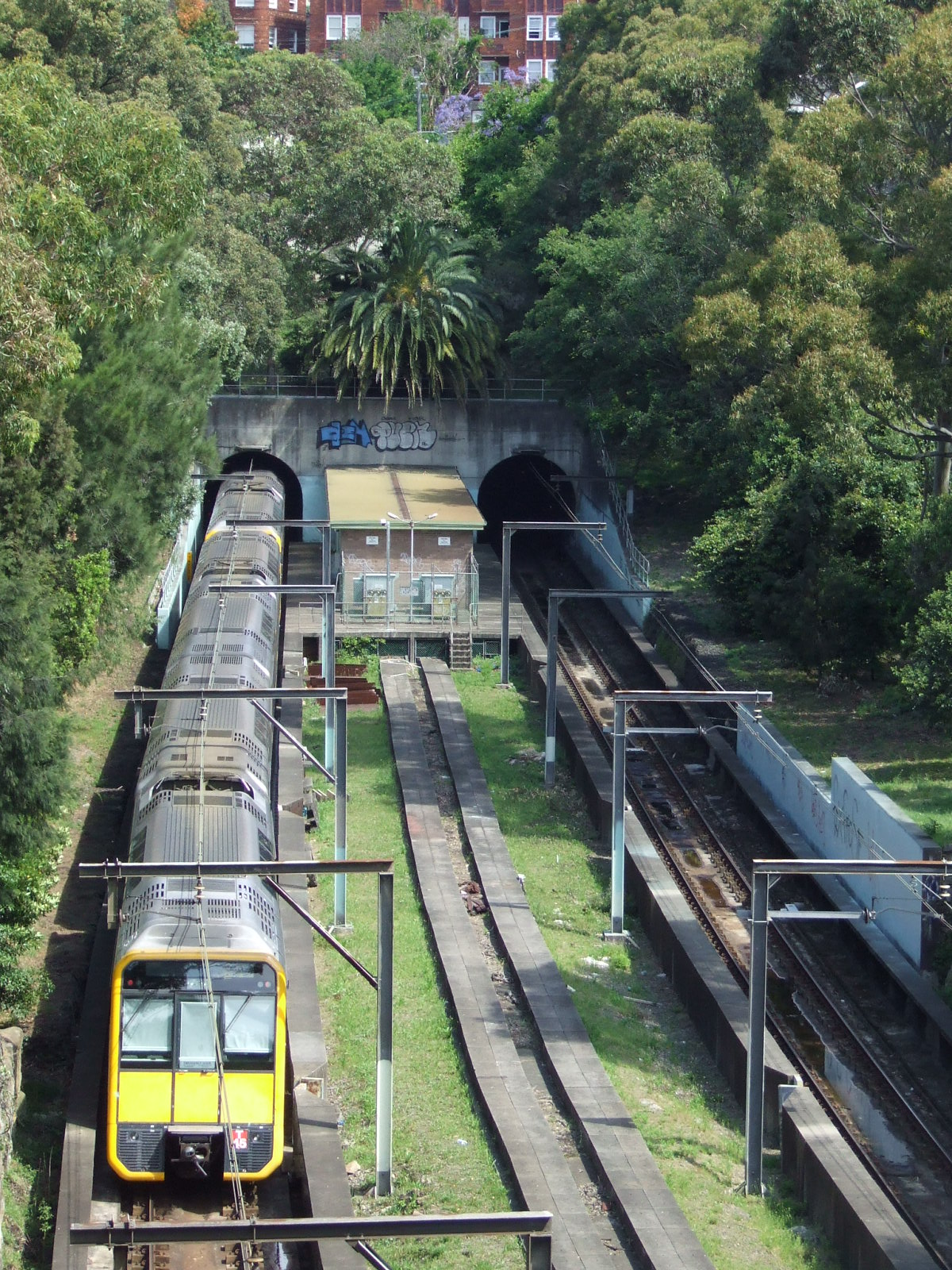
屋根上の様子（塗装変更後）
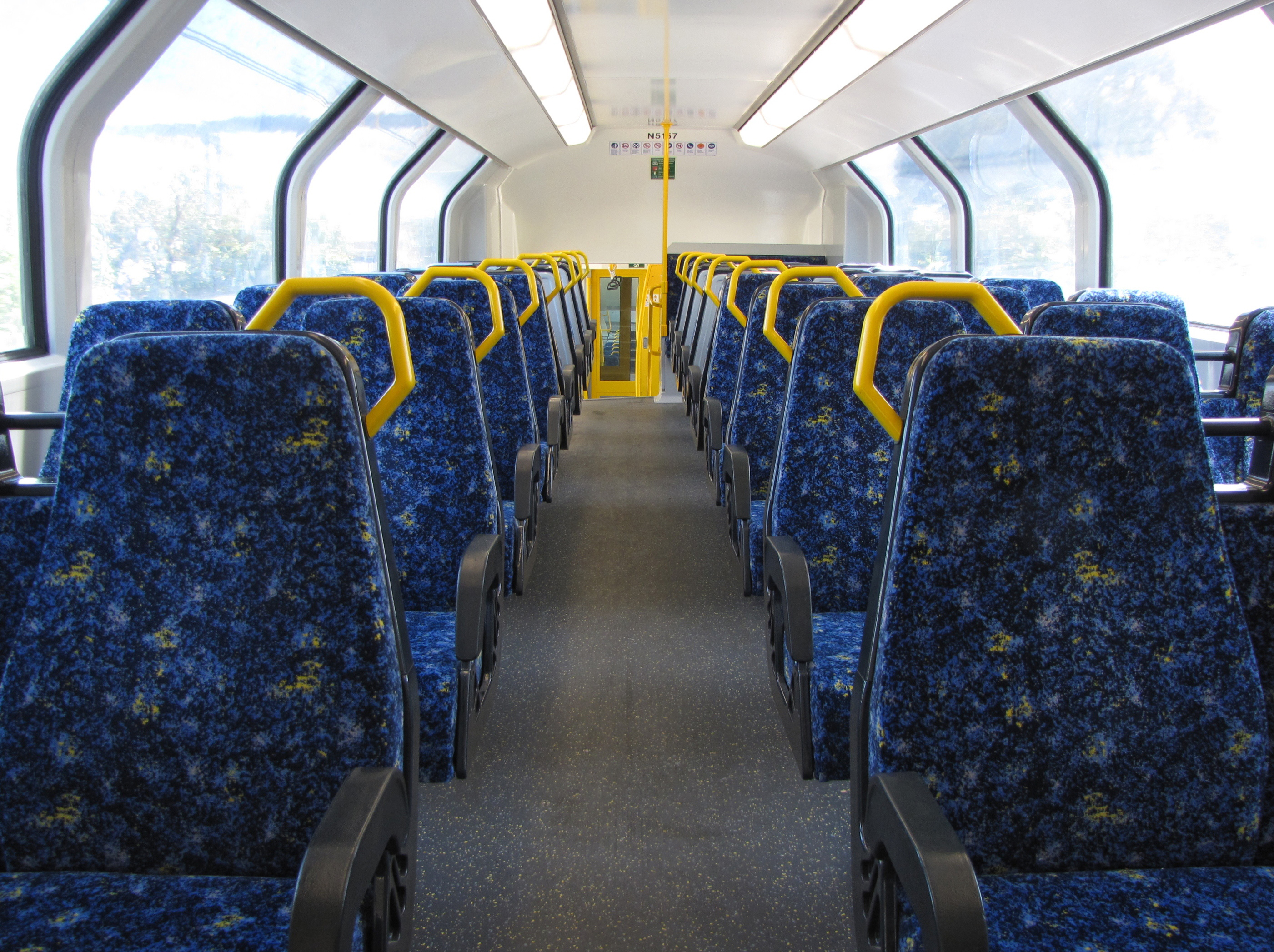
リニューアル後の車内（2階部分）
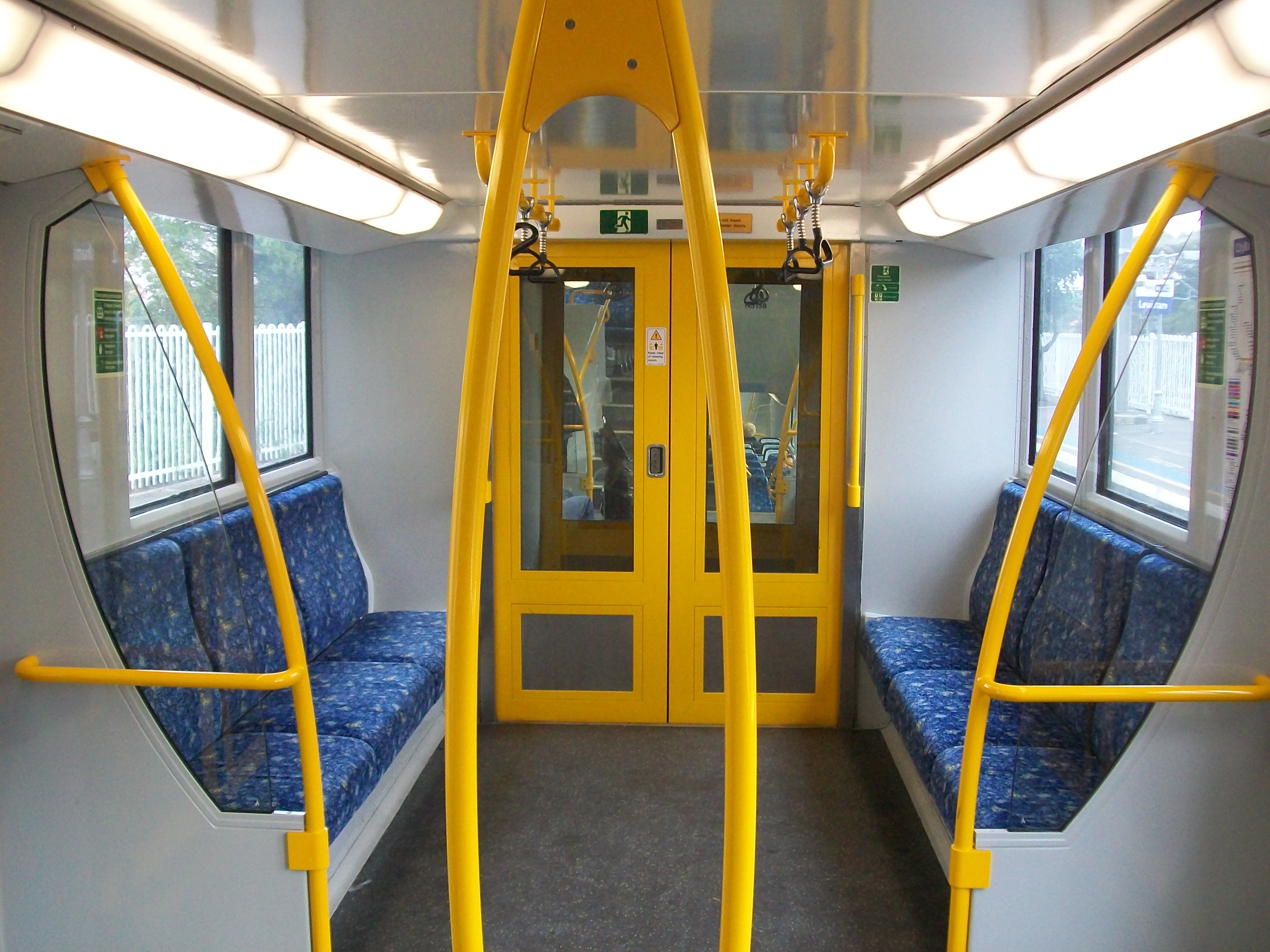
リニューアル後の車内（1階部分）
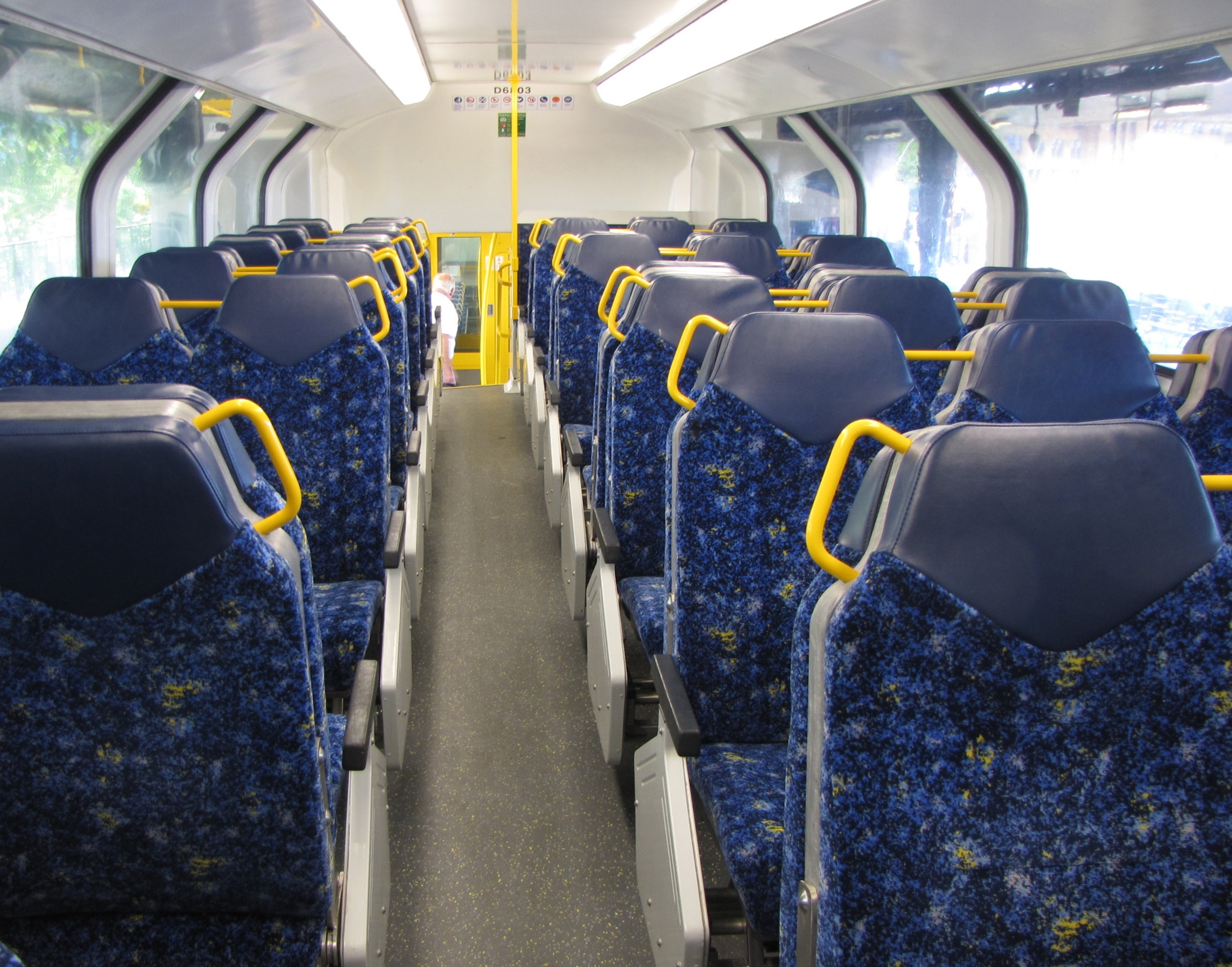
リニューアル後の車内（2階部分、G形からの編入車）
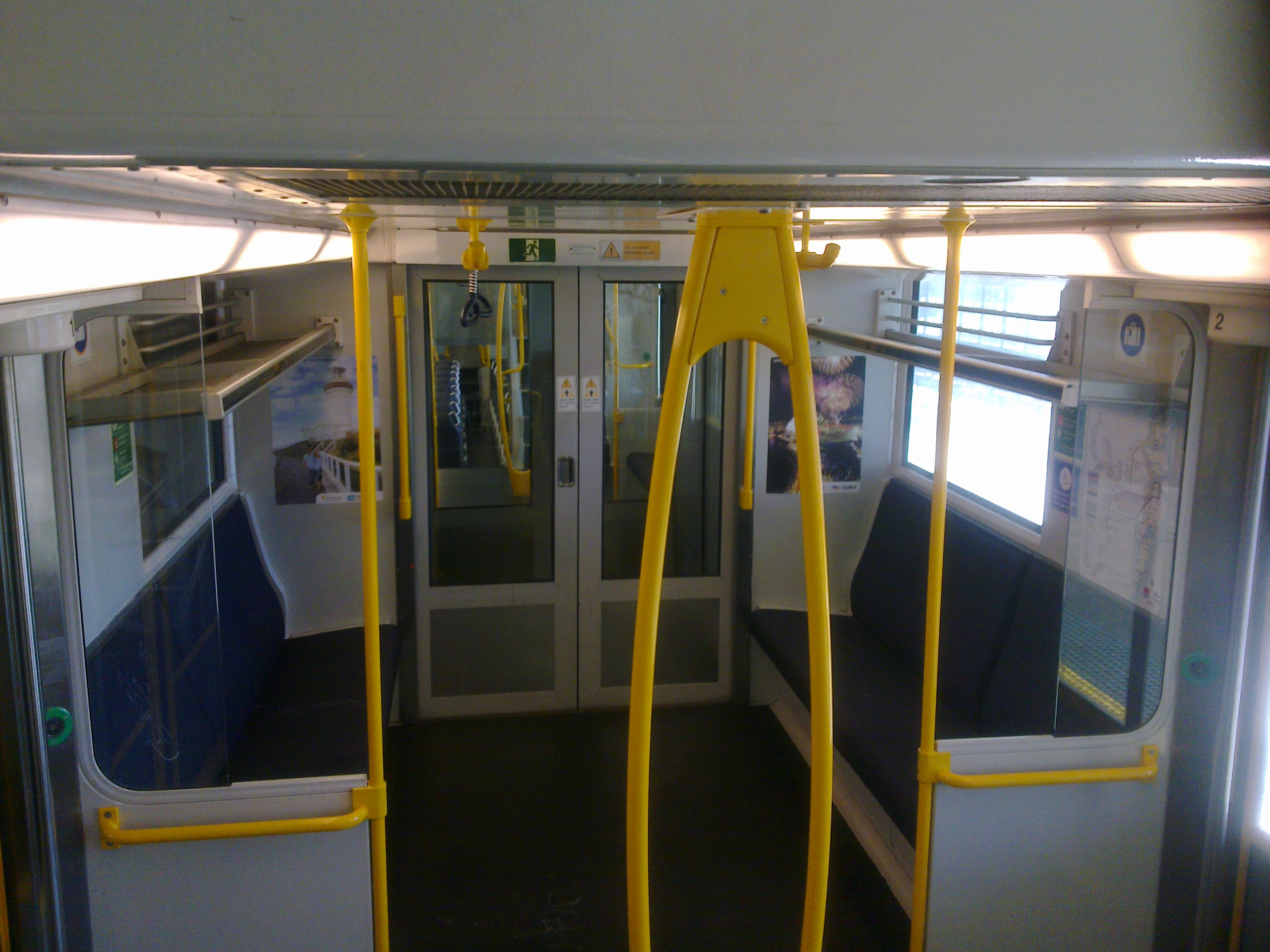
リニューアル後の車内（1階部分、G形からの編入車）

## 関連形式
- "4D"（英語版） - 1,600mm軌間のメルボルン近郊の電化路線向けに試作された2階建て電車。T形を基に製造され1992年から営業運転に用いられたが、量産される事なく2002年に廃車された[27][28]。

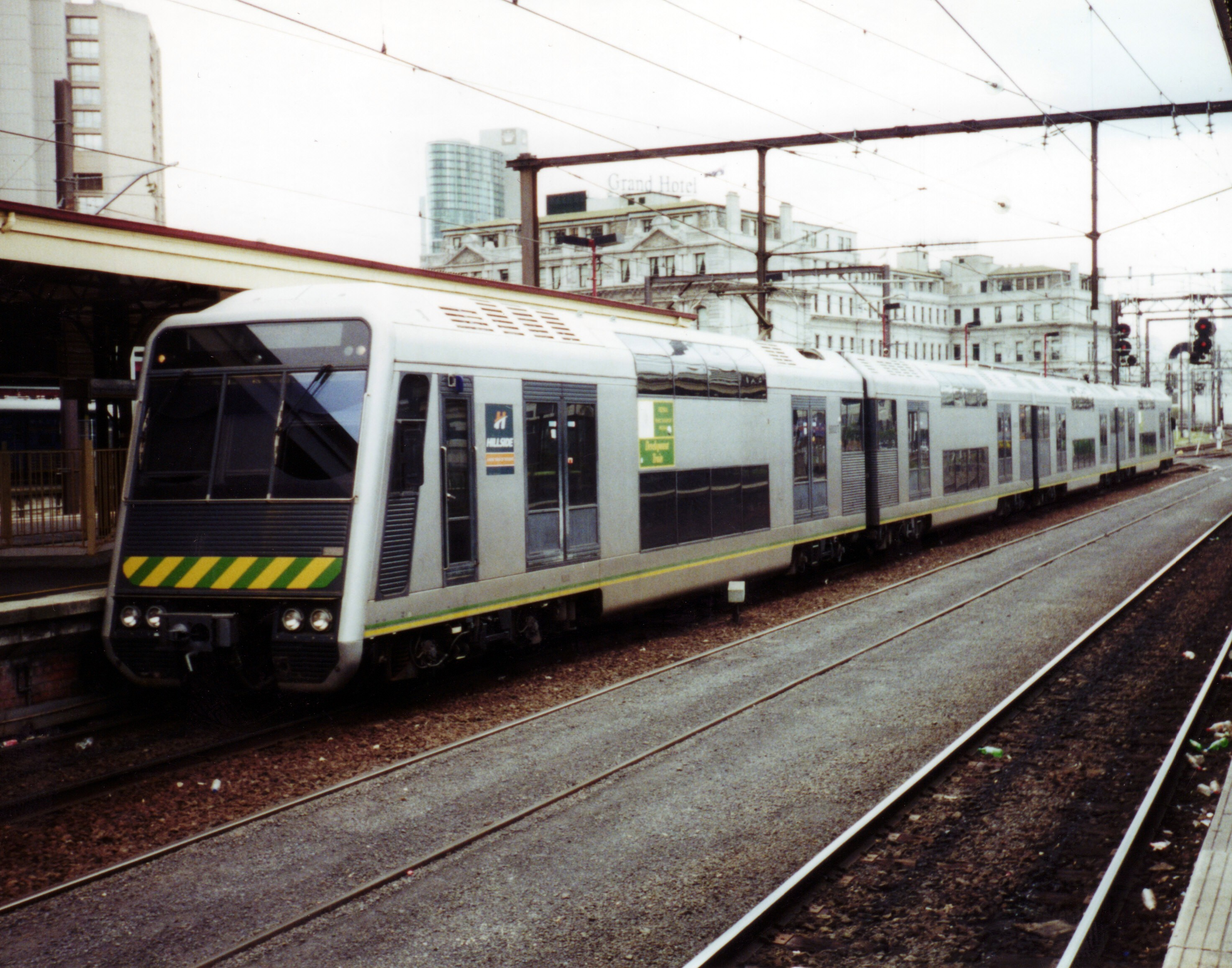
"4D"